# ويليام فرنسيس رومان
ويليام فرنسيس رومان هو سياسي كندي، ولد في 15 يوليو 1818 بمدينة كيبك في كندا.